# Lijst van rivieren in Mexico

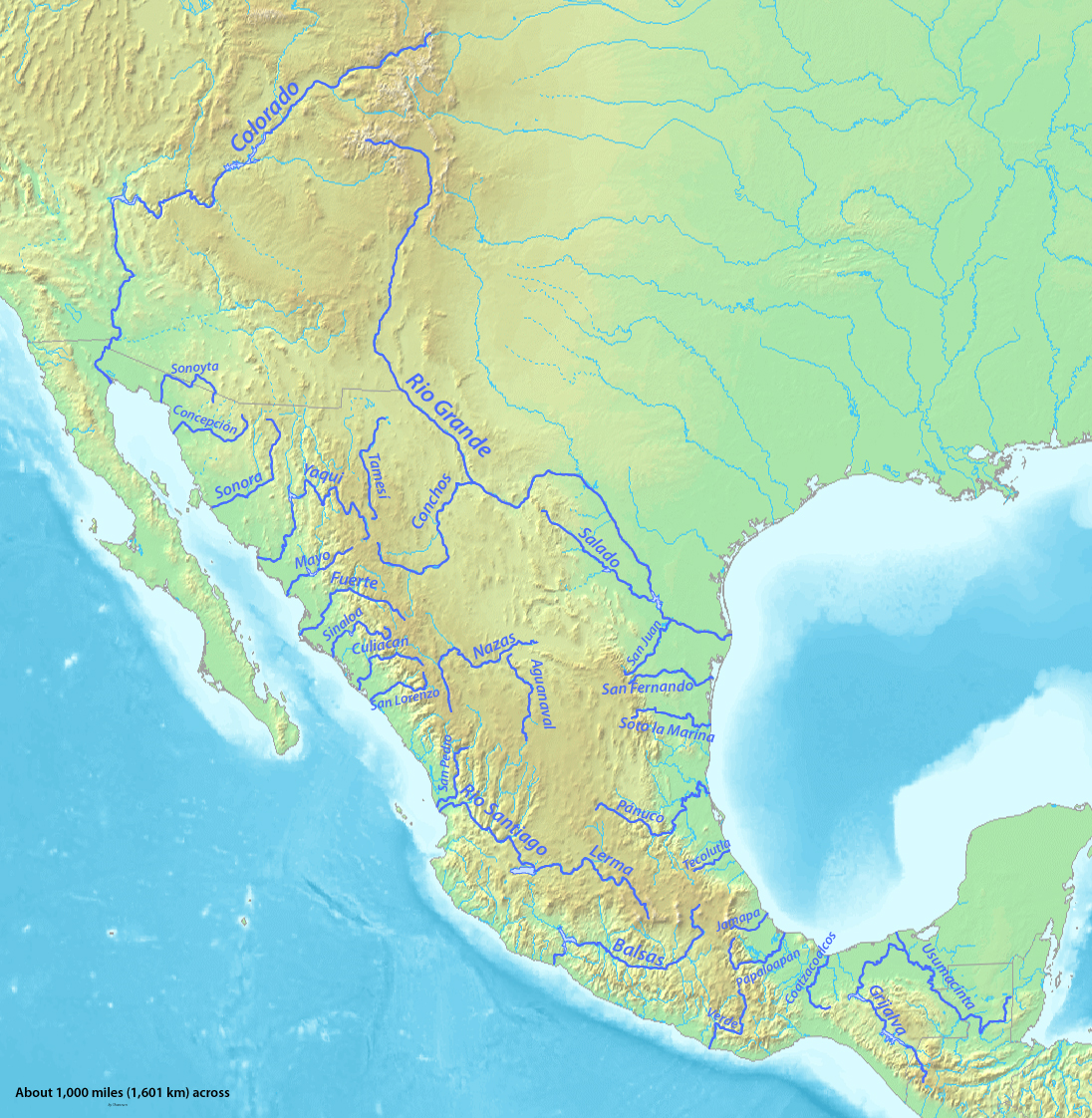
Kaart van Mexico met een aantal grote rivieren.

Dit is een lijst van rivieren in Mexico. De rivieren zijn van noord naar zuid geordend naar drainagebekken en de opeenvolgende zijrivieren zijn ingesprongen weergegeven onder de naam van elke hoofdrivier. Tussen haakjes staan de alternatieve namen van de rivieren, voor zover van toepassing.

## Stromend naar deGolf van Mexico
- Río Bravo (Rio Grande in de Verenigde Staten)
  - San Juan
    - Pesquería
      - Salinas

  - Salado
    - Sabinas Hidalgo
    - Candela
    - Sabinas

  - Conchos
    - Chuviscar
      - Sacramento

    - San Pedro
    - Florida
      - Parral

    - Balleza (San Juan)
- San Fernando (Conchos)
- Soto La Marina (Santander)
  - Purificación
- Pánuco
  - Tamesí (Guayalejo)
  - Chicayán
  - Santa Maria (Tamuín, Tampoán)
    - Río Verde

  - Moctezuma
    - Tempoal
    - Amajac
    - Extoraz
    - Tula
- Tuxpan Ver (Tuxpan)
  - Pantepec
  - Vinazco
- Cazones
- Tecolutla
  - Necaxa
- Nautla
  - Bobos
- Actopan
- Antigua (Pescados)
- Jamapa
  - Cotaxtla (Atoyac)
- Papaloapan
  - San Juan
    - Lalana
    - Trinidad

  - Tesechoacan
    - Playa Vicente

  - Tonto
    - Amapa

  - Santo Domingo
    - Salado (Zapotitlán)
    - Río Grande

  - Valle Nacional
- Coatzacoalcos
  - Uxpanapa
  - Jaltepec
  - Sarabia
  - El Corte
- Tonalá (Pedregal)
- Grijalva (Río Tabasco, Río Chiapa)
  - Usumacinta
    - San Pedro y San Pablo (aftakking)
    - San Pedro
    - Lacantún
      - Jataté

    - Salinas (Chixoy)

  - Tulija
  - Chilapa
  - Tacotalpa
    - Teapa

  - La Venta
    - Encajonado

  - Suchiapa
  - Santo Domingo
  - Cuilco
- Candelaria
- Champotón
- Hondo
  - Blue Creek

## Stromend naar deStille Oceaan
- Tijuana
  - Las Palmas
- San Vicente
- San Antonio
- Del Rosario
- San Andres
- Soledad
- Arroyo Salado
- Colorado
  - Hardy
  - Gila in de Verenigde Staten
    - Santa Cruz
    - San Pedro
- Sonoyta
- Concepción (Magdalena)
  - Altar
- Sonora
  - San Miguel (Horcasitas)
- Mátape (Malapo)
- Yaqui
  - Moctezuma
  - Sahuaripa
  - Bavispe (Bavisque)
    - Rio San Bernardino
      - Rio Fronteras
        - Rio Agua Prieta

      - Arroyo Cajón Bonito

  - Aros
    - Mulatos
    - Tutuaca
    - Sirupa
      - Tomochic
      - Papigochic
- Mayo
- Fuerte
  - Rio Cuchujaqui
  - Chinipas
    - Septentrion
    - Oteros

  - Choix
  - Urique
    - San Ignacio (Recowata)

  - Río Verde (San Miguel, Sinforeza)
- Sinaloa (Mohinora)
- Culiacán
  - Humaya
  - Tamazula
- San Lorenzo
- Piaxtla
  - Elota
- Presidio
- Baluarte
- Teacapan Estuary
  - Acaponeta
- Río San Pedro Mezquital
  - Animas
- Río Grande de Santiago
  - Mololoa
  - Huaynamota (Jesus Maria)
    - Atengo

  - Bolaños
    - Colotlán
      - Jerez

    - Mezquitic

  - Juchipila
    - Calvillo

  - Río Verde (Río San Pedro)
    - Los Lagos

  - Calderón
  - Chapalameer
    - Lerma
      - Turbio
      - Guanajuato
      - Apaseo
        - Laja

    - Zula
    - Huaracha
    - Duero
- Ameca
  - Mascota
  - Atenguillo
  - Remus
- Tomatlán
- San Nicolás
- Purificación
- Chacala (Cihuatlán)
- Armería (Ayuquila, Ayutla)
- Tuxpan (Coahuayana)
- Coalcomán
- Aguililla
- Balsas (Mezcala, Atoyac)
  - Tepalcatepec (Río Grande)
    - Cupatitzio (Del Marques)

  - Río del Oro
  - Cutzamala
    - Ixtapan
    - Temascaltepec
    - Bejucos

  - Amacuzac
    - Yautepec

  - Tlapaneco
  - Nexapa
  - Mixteco
    - Acatlán

  - San Martín
  - Zahuapan
- Atoyac
- Papagayo
  - Omitlán
- Ometepec
  - Quetzala
- Río Verde
  - Atoyac
  - Atoyaquillo (Putla)
- Colotepec
- Copalita
- Tehuantepec (Quiechapa)
  - Tequisistlán
- Suchiate

## Endoreïsche bekkens
- Salton Sea in de Verenigde Staten
  - Nuevo

- Guzmánbekken in noordwestelijk Chihuahua
  - Casas Grandes
  - Santa Maria
  - Carmen (Santa Clara)

- Bolsón de Mapimí
  - Aguanaval
    - Trujillo

  - Nazas (Río del Oro)
    - Sextín
    - Ramos (Santiago)
      - Tepehuanes